# Salvatore Cuffaro
Salvatore ("Totò") Cuffaro (Raffadali, 21 de fevereiro de 1958) é um ex-político italiano condenado por cumplicidade da máfia, foi presidente da Região Autônoma da Sicília de 2001 a 2008.

## eleições
Nas eleições sicilianas de 2001 foi eleito presidente com 59% dos votos, derrotando a candidato de centro-esquerda Leoluca Orlando (37%).
Nas eleições sicilianas de 28 de maio de 2006 foi reeleito presidente com 53% dos votos, derrotando a candidata de centro-esquerda Rita Borsellino (41,6%), sua principal adversária.
Nas eleições políticas nacionais de 20 de abril 2008 foi eleito senador pela União Democrática de Centro (UDC).

## Investigação policial
Indiciamento de Cuffaro surgiu a partir de um inquérito criada para rastrear vazamentos durante um inquérito sobre Giuseppe Guttadauro, Cosa Nostra chefe em seu reduto Palermo Brancaccio, mais tarde preso. Guttadauro foi gravado durante as suas chamadas telephon descrevendo como a Máfia tinha financiado a campanha eleitoral de Cuffaro 2001. De acordo com uma transcrição, ele disse que Cuffaro foi entregue pacotes de dinheiro "no mínimo, elegante, mas a maneira mais tangível possível"

## Condenação definitiva
Foi condenado definitivamente a sete anos de reclusão por relações com a máfia siciliana Cosa Nostra. Desde janeiro de 2011 está cumprindo a pena no cárcere romano de Rebibbia.
Cuffaro tem cumprido a sua pena e foi lançado em 13 de dezembro, 2015.